# Bordalba
Bordalba es un municipio de España, en la provincia de Zaragoza, Comunidad Autónoma de Aragón.  Tiene un área de 41,58 km² con una población de 47 habitantes (INE 2024) y una densidad de 1,13 hab/km².

## Historia
En el contexto posterior a la reconquista, Bordalba adquiere históricamente cierta relevancia, dada su importancia como población fronteriza del Reino de Aragón frente al Reino de Castilla.

### Pacto de Bordalba
En el castillo de Bordalba se juntaron el rey Jaime II de Aragón y el infante Alfonso de la Cerda, que se titulaba rey de Castilla y de León, concertando el 21 de enero de 1296 aunar sus fuerzas para que Alonso recobrase el reino de su abuelo; que el reino de Murcia se diese al rey de Aragón; y que al infante Juan se otorgasen los reinos de León, Galicia y Sevilla; que Cuenca, Moya Y Cañete fuesen para el infante Pedro de Aragón, en premio del trabajo que en aquella empresa tomaba, en virtud al generalato que en aquella guerra tomaba.

### Situación de frontera y señorío de los Palafox
En 1357, durante la Guerra de los Dos Pedros, los castellanos tomaron Bordalba mientras los aragoneses se apoderaban de otras poblaciones de Castilla. En 1361, la población fue reincorporada a la Corona de Aragón por Pedro IV, quien veinte años más tarde vendió los derechos a Guillén de Palafox.
En 1450, fue tomada por el Conde de Medinaceli en sus múltiples banderías contra la familia Palafox, siendo recuperada posteriormente por los aragoneses. La población también fue objeto de estas banderías en 1452 y 1457.
Posteriormente, el rey Juan II de Castilla amplió el derecho de la familia Palafox sobre la villa concediéndoles el libre dominio de Bordalba (entre otras poblaciones). Este privilegio, sin embargo, estuvo sin efecto hasta que el rey Carlos I de España, con el consentimiento del reino y en gracia al vicecanciller Antonio Agustín, suegro de D. Rodrigo de Palafox, removió el impedimento que se oponía a que este señor y sus sucesores tuviesen dominio directo y útil con jurisprudencia plena y entera.

## Monumentos
- Iglesia de la Inmaculada Concepción, Pertenece al arciprestazgo del Alto Jalón.
- Castillo de Bordalba

## Demografía
Bordalba cuenta con una población de 47 habitantes (INE 2024).
| Gráfica de evolución demográfica de Bordalba entre 1842 y 2021                                                                                                |
| |
| Población de derecho según los censos de población del INE Población de hecho según los censos de población del INEEn este censo se denominaba Bordalva: 1842 |

## Administración y política
| Período   | Alcalde                         | Partido |  |
| --------- | ------------------------------- | ------- |  |
| 1979-1983 | Pedro Caballero Giménez         | Ind.    |  |
| 1983-1987 |                                 |         |  |
| 1987-1991 |                                 |         |  |
| 1991-1995 |                                 |         |  |
| 1995-1999 |                                 |         |  |
| 1999-2003 |                                 |         |  |
| 2003-2007 |                                 |         |  |
| 2007-2011 |                                 |         |  |
| 2011-2015 | Antonio Esteras Esteras         | PAR     |  |
| 2015-2019 | Ángel Pedro Caballero Renieblas | PAR     |  |

| Partido político    | Partido político                                   | 2003   | 2007   | 2011   | 2015   |
| Partido político    | Partido político                                   | Ediles | Ediles | Ediles | Ediles |
|                     | Partido Aragonés (PAR)                             | —      | 1      | 3      | 3      |
|                     | Partido de los Socialistas de Aragón (PSOE-Aragón) | —      | —      | —      | —      |
|                     | Partido Popular de Aragón (PP)                     | 1      | —      | —      | —      |
|                     | Chunta Aragonesista (CHA)                          | —      | —      | —      | —      |
| Total de concejales | Total de concejales                                | 1      | 1      | 3      | 3      |

### Evolución de la deuda viva
El concepto de deuda viva contempla sólo las deudas con cajas y bancos relativas a créditos financieros, valores de renta fija y préstamos o créditos transferidos a terceros, excluyéndose, por tanto, la deuda comercial.
Entre los años 2008 a 2014 este ayuntamiento no ha tenido deuda viva.

## Enlaces de interés
- Wikimedia Commons alberga una categoría multimedia sobre Bordalba.
- Bordalba

- Datos: Q1641108
- Multimedia: Bordalba / Q1641108